# Madonna dei Cordai
La Madonna dei Cordai è un'opera attribuita a Donatello e databile al 1433-1435 circa e conservata nel Museo Bardini di Firenze. L'opera è polimaterica: su una base in legno bulinato con riempimenti in cocciopesto si trova la Madonna col Bambino, in stucco policromo, con uno sfondo mosaicato a tessere di cuoio argentate, meccate e ricoperte di vetro, e presenta applicazioni di cordame (funi).

## Storia
L'opera venne acquistata da Stefano Bardini e esposta nella sua casa-museo fin dal 1922.
L'attribuzione al maestro non è univoca ed ha oscillato nei giudizi come opera autografa o della bottega.
Tra i pareri favorevoli quello di Giancarlo Gentilini, che la collocò a prima del soggiorno padovano, per i confronti con la Cantoria e il pulpito del duomo di Prato (uso dello sfondo mosaicato). La presenza delle corde ha fatto pensare inizialmente a una scala a pioli, chiarita poi, dopo il restauro, come una citazione legata probabilmente ai destinatari dell'opera: una Compagnia di Cordai (da cui il nome), forse sotto-corporazione dei "Funaioli", o a una congregazione di flagellanti legata Santa Croce (Parronchi).

## Descrizione
La Madonna col Bambino è rappresentata tra cinque putti (in parte perduti) che giocano con le corde. Se ne conoscono varie repliche di bottega. Si tratta di una Madonna dell'Umiltà, poiché seduta in terra, in questo caso su cuscini, nell'atto di adorare il Bambino. Per poter rappresentare le gambe inginocchiate, esse sono rimpicciolite in scorcio, secondo una certa disinvoltura compositiva riscontrabile anche nella disposizione dei putti.
La policromatura avvenne a cura di un artista di qualità notevolmente inferiore.